# Эукланн, Андерс
Андерс Эукланн (норв. Anders Aukland; род. 12 сентября 1972, Тёнсберг) — норвежский лыжник, выступающий за сборную Норвегии с 1983 года. Участвовал в двух зимних Олимпийских играх, причём в 2002 году на Олимпиаде в Солт-Лейк-Сити выиграл золотую медаль в эстафете 4 х 10 км.
Андерс Эукланн три раза получал подиум чемпионатов мира, в его послужном списке одна золотая награда (2003: эстафета) и две серебряные (2003: 30 км классическим стилем, 2005: 50 км классическим стилем). Тринадцать раз становился призёром различных этапов Кубка мира, в том числе дважды приезжал третьим, пять раз вторым и шесть раз первым.
Кроме того, в молодости Эукланн профессионально занимался лёгкой атлетикой, побеждал на национальном чемпионате в беге на 5000 метров (1995) и на 10 000 метров (1996, 1997). На международных соревнованиях лучший результат показал в 1991 году на юниорском чемпионате Европы, на дистанции в 5000 метров заняв седьмое место.
В 2001 году за выдающиеся заслуги сразу в двух видах спорта атлет удостоился престижной национальной премии Egebergs Ærespris. Окончил Норвежский институт спорта, женат, трое детей (2013 г) ( см. http://www.gd.no/sport/birken/article6555088.ece).